# Karnali (zona)
Karnali (em nepali: कर्णाली अञ्चल; transl. Karnali Añcal) é uma zona do Nepal. Está inserida na região do Centro-Oeste, e seu território é atravessado pelo rio Karnali. Tem uma população de 309 084 habitantes e uma área de 21 351 km². A capital é a cidade de Jumla.

## Distritos
A zona de Karnali está dividida em cinco distritos:
- Dolpa
- Humla
- Jumla
- Kalikot
- Mugu